# Moldanubisches Terrane
Das Moldanubische Terrane (auch Terran) ist eine Mikroplatte im Bereich des heutigen Moldanubikums. Es trennte sich im Karbon von Gondwana und bildet seit der variskischen Orogenese das Grundgebirge des heutigen Moldanubikums.
Seine Bildung hängt mit jener des Kleinkontinents Perunica vor etwa 300 Millionen Jahren zusammen.